# Dynamite (1929)
Dynamite is een Amerikaanse dramafilm uit 1929 onder regie van Cecil B. DeMille. De film werd destijds uitgebracht onder de titel Dynamiet.

## Verhaal
De rijke Cynthia heeft een oogje op Roger. Hij is weliswaar getrouwd met Marcia, maar het drietal heeft erg ruime opvattingen over relaties. Marcia wil zelfs gaarne van Roger scheiden, mits Cynthia er maar genoeg geld veil voor heeft. Het fortuin van Cynthia komt echter in gevaar, als ze niet bijtijds huwt. Ze trouwt daarom gauw met een ter dood veroordeelde. Vervolgens blijkt dat hij onschuldig in de cel zit.

## Rolverdeling
| Acteur            | Personage        |
| ----------------- | ---------------- |
| Conrad Nagel      | Roger Towne      |
| Kay Johnson       | Cynthia Crothers |
| Charles Bickford  | Hagon Derk       |
| Julia Faye        | Marcia Towne     |
| Joel McCrea       | Marco            |
| Muriel McCormac   | Katie Derk       |
| Robert Edeson     | Wijze dwaas      |
| William Holden    | Wijze dwaas      |
| Henry Stockbridge | Wijze dwaas      |
| Leslie Fenton     | Jonge gier       |
| Barton Hepburn    | Jonge gier       |
| Tyler Brooke      | Feestbeest       |
| Robert T. Haines  | Rechter          |
| Douglas Scott     | Bobby            |
| Jane Keckley      | Moeder           |